# 郑州大学校友列表
郑州大学是中国211工程大学和一流大学建设高校，作为河南高等教育的旗帜，培养了诸多人才，以下是郑州大学的一些杰出校友：

## 学术界
院士（8人：4个中科院士，4个工程院士）
- 丁奎岭：有机化学家，2013年当选中国科学院院士，现任上海交通大学校长。
- 聂建国：结构工程专家，2013年当选中国工程院土木、水利与建筑工程学部院士，清华大学教授。
- 席振峰：有机化学家，2015年当选中国科学院院士，北京大学教授。
- 王复明：水利专家，2015年当选中国工程院土木、水利与建筑工程学部院士，现任中山大学土木工程学院院长。
- 阎锡蕴：纳米生物学家，2015年当选中国科学院生命科学和医学学部院士。
- 刘中民：化学家，2015年当选中国工程院化工、冶金与材料工程学部院士。
- 王俊：胸外科专家，北京大学人民医院胸外科主任，2019年当选中国工程院院士。
- 李杰：结构工程专家，同济大学教授，2021年当选中国科学院技术科学部院士。

其他
- 王振民：现任清华大学法学院院长。
- 吳承業：华侨大学校长。
- 潘知常：南京大学教授，南京大学国际传媒研究所所长。
- 赵秉志：北京师范大学刑事法律科学研究院院长。
- 茂呂美耶：日本女作家。
- 孙仲旭：中国翻译家，郑州大学外文系毕业，译有乔治·奥威尔、J·D·塞林格、理查德·耶茨等英美作家的作品三十余部。
- 李宇明：语言学家，中国辞书学会会长，北京语言大学党委书记。
- 王中江：哲学家，清华大学、北京大学哲学系教授，中华孔子学会会长。

## 商界
- 胡葆森：现任河南建业地产股份有限公司董事长
- 张宏江：微软亚太研发集团首席技术官、微软亚洲工程院院长，前任金山软件CEO
- 李伟：思念食品创始人、董事长
- 杨明超：锅圈食汇创始人、董事长

## 政界
- 吉炳轩：曾任中共黑龙江省委书记，第十二和十三届全国人大副委员长
- 陈全国：曾任河北省省长，中共西藏自治区党委书记，中共新疆自治区党委书记、中共中央政治局委员
- 宋照肅：曾任中共甘肃省委书记
- 刘伟，现任交通运输部部长。
- 刘俊臣：曾任国家工商行政管理总局副局长，现任全国人大常委会副秘书长
- 王文超：现任河南省人大常委会副主任
- 乔新江：现任河南省人大常委会副主任
- 安东：曾任中共陕西省委政法委书记，陕西省高级人民法院院长，现任第十二届陕西省人大常委会副主任
- 郭迎光：曾任山西省副省长，现任山西省人大常委会副主任
- 李亚：现任中共河南省委常委，前洛阳市委书记
- 宋璇涛：曾任中共贵州省委常委、省纪委书记
- 任建华：曾任中共山西省委常委、省纪委书记
- 王铁：河南省副省长
- 王战营：现任河南省委常委、宣传部部长
- 陈星：现任河南省委常委、秘书长
- 王心富：山东省副省长
- 郭瑞民：曾任贵州省公安厅厅长、贵州副省长
- 刘贵祥：现任最高人民法院审判委员会副部级专职委员，最高人民法院第一巡回法庭庭长，二级大法官
- 贺恒扬：现任重庆市人民检察院检察长
- 王田海：曾任云南省人民检察院检察长
- 郭洪昌：曾任河南省人民政府秘书长
- 丁巍：曾任河南省人大常委会秘书长
- 朱清孟：曾任河南省教育厅厅长
- 王照平：曾任河南省工业和信息化委员会主任
- 李涛：现任河南省工业和信息化厅厅长。
- 申振君：现任中共河南省委组织部副部长
- 化有勋：曾任驻马店市委书记
- 鲍常勇：中共驻马店市委书记
- 马正跃：中共漯河市委书记
- 胡荃：郑州市人大常委会主任
- 刘继标：中共周口市委书记
- 曹存正：漯河市市长
- 胡五岳：中共许昌市委书记
- 侯红：中共开封市委书记，郑州市长
- 朱学庆：曾任广西梧州市市长，现任广西民政厅厅长
- 刘光源：前中国驻美国大使馆公使[1]、前中华人民共和国驻肯尼亚大使、前中华人民共和国驻波兰大使，现任外交部驻香港特派员公署特派员

## 体育界（郑州大学体育学院）
- 宁泽涛：自由泳运动员，世界游泳锦标赛100米自由泳冠军
- 朱婷：中国女排国家队队长（主攻手），2015年女排世界杯冠军（MVP）、2016年里约奥运会冠军（MVP）、2017年女排大冠军杯冠军（MVP）。
- 吕扬：女子赛艇运动员，2019年世界赛艇锦标赛女子四人双桨金牌，2020年东京奥运会女子四人双桨金牌。
- 尹笑言：女子空手道运动员，2020年夏季奥林匹克运动会空手道比赛女子61公斤级项目银牌。

## 其他
- 庞晓戈，河南卫视主持人
- 张雪峰，考研辅导讲师，苏州研途教育科技有限公司联合创始人